# Levocytherura
Levocytherura is een geslacht van kreeftachtigen uit de klasse van de Ostracoda (mosselkreeftjes).

## Soorten
- Levocytherura pontica (Marinov, 1962) Schornikov, 1969
- Levocytherura remanei (Marinov, 1964) Schornikov, 1969